# Carl Abraham Pihl
Compléments
- Pionnier norvégien des chemins de fer.

Carl Abraham Pihl (1825-1897) était un ingénieur civil norvégien, premier directeur de la Norges Statsbaner (NSB), « Chemins de fer de l'État norvégien », de 1865 à sa mort. Il fut le principal concepteur des lignes de chemin de fer à voie étroite dans son pays.